# 19 år
19 år (Originaltitel Alice Adams) er en amerikansk dramafilm fra 1935, instrueret af George Stevens og med Katharine Hepburn i hovedrollen.
Filmen blev lavet af RKO og blev produceret af Pandro S. Berman. Manuskriptet er skrevet af Dorothy Yost, Mortimer Offner og Jane Murfin og er baseret på romanen Alice Adams af Booth Tarkington.
Filmen modtog Oscarnomineringer for bedste film og bedste kvindelige hovedrolle.

## Produktion
Filmen fra 1935 var den anden filmatisering af Tarkingtons roman. Der blev lavet en stumfilmsversion i 1923, instrueret af Rowland V. Lee.
Katharine Hepburn ville have at George Cukor skulle instruere filmen, han var allerede i gang med at instruere David Copperfield
Cukor anbefalede hende at vælge enten William Wyler eller George Stevens til at instruere. Selvom Hepburn foretrak den tyskfødte Wyler, foretrak producer Pandro S. Berman den amerikanske George Stevens.
Filmens handling afviger betydeligt fra romanen. Vigtist er det, at romanen skildrer Alice som fremmedgjort fra Russell. Det originale manuskript skrevet af Dorothy Yost og Jane Murfin endte med at Alice og Russell bliver forelskede i hinanden, men Stevens var så utilfreds med manuskriptet og slutningen at han og vennen Mortimer Offner
og Hepburn kasserede det meste af manuskriptet og omskrev det (ved hjælp af dialog fra romanen).
Dette manuskript endte med at forholdet mellem Alice og Russell går op i røg, og slutter med en scene hvor Alice går på sekretærskole. Men Burman og lederne på RKO ønskede en lykkelig slutning, hvor Alice får Russell. Stevens og Hepburn modsatte sig denne ændring.
Berman søgte hjælp hos Cukor og de blev enige omat den mere realistiske afslutning ville være som gift for billetsalget, så manuskriptet blev ændret igen så Russell bliver forelsket i Alice og vinder hendes hjerte.